# Хэ Цзяньцзюнь
Хэ Цзяньцзюнь (кит. упр. 何建軍, пиньинь Hé Tszyantszyun, 1960, Пекин) — китайский кинорежиссёр и сценарист, представитель шестого поколения режиссёров Китая.

## Биография
Написал сценарий фильма Чэнь Кайгэ  Царь детей (1987), выступил в нём как актёр. Закончил Пекинскую киноакадемию (1990). Дебютировал фильмом Красные кровати (1993), получившим высокие оценки западных критиков, но вызвавшим негативную реакцию официальных властей Китая. Режиссёр оказался в чёрном списке вместе с Чжан Юанем, Ван Сяошуаем и др. Его следующий фильм Почтальон (1995) попал на западные фестивали в обход китайской цензуры и снова завоевал высокие оценки.

## Фильмография
- 1993 Красные кровати (премия ФИПРЕССИ Роттердамского МКФ)
- 1995: Почтальон (Золотой Александр МКФ в Салониках, Тигр и премия ФИПРЕССИ Роттердамского МКФ, номинация на Золотого Хьюго Чикагского МКФ)
- 1999: Декорация
- 2001: Улыбка бабочки (номинация на Золотую раковину Сан-Себастьянского МКФ)
- 2004: Пиратская копия
- 2008: Речные жители (номинация на премию МКФ в Дубае)